# 胡舒音淖尔
胡舒音淖尔(又称胡舒诺尔或胡少诺尔)是位于中国内蒙古自治区锡林郭勒盟阿巴嘎旗巴彦德力格尔苏木西部的一个湖泊。其位置约为东经115°11′,北纬43°25′。湖面海拔1050米，面积约2.5平方公里，主要沉积物为咸。胡舒音淖尔来自蒙古语，是山嘴旁的湖的意思。